# Санта Елизабета (Агриђенто)
Санта Елизабета (итал. Santa Elisabetta) је насеље у Италији у округу Агриђенто, региону Сицилија.
Према процени из 2011. у насељу је живело 2505 становника. Насеље се налази на надморској висини од 420 м.

## Становништво
Према резултатима пописа становништва 2011. у општини је живело 2.608 становника.
| 1931. | 1936. | 1951. | 1961. | 1971. | 1981. | 1991. | 2001. | 2011. |
| ----- | ----- | ----- | ----- | ----- | ----- | ----- | ----- | ----- |
| 2.852 | 2.807 | 3.531 | 3.691 | 3.224 | 3.175 | 3.417 | 3.073 | 2.608 |